# Trường học

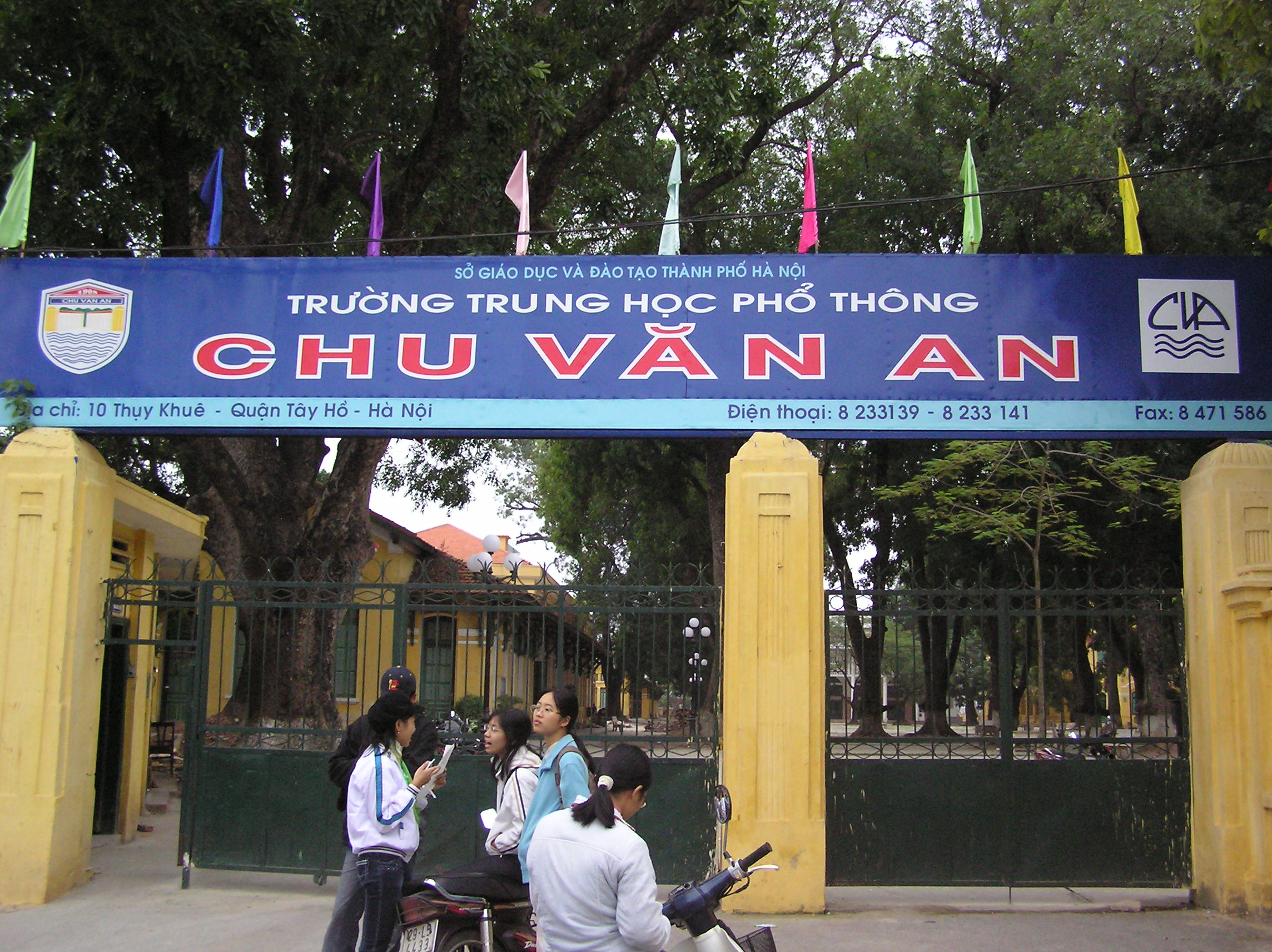
Trường Trung học phổ thông Chu Văn An, Hà Nội

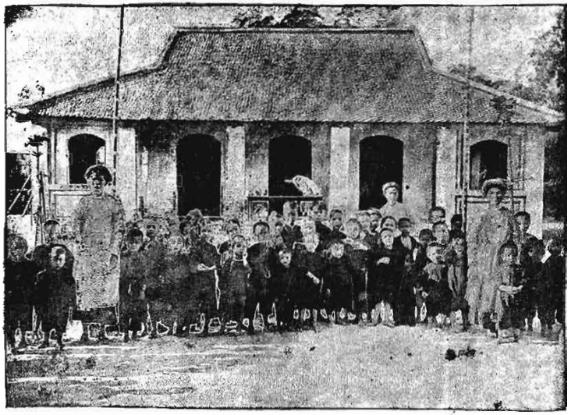
Trường học thời xưa ở Bắc Kỳ, Việt Nam.

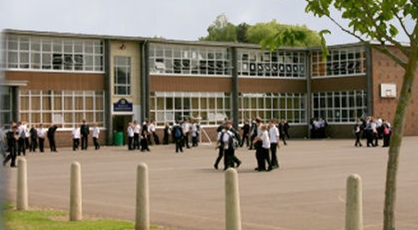
Trường Larkmead ở Abingdon, Oxfordshire, Anh

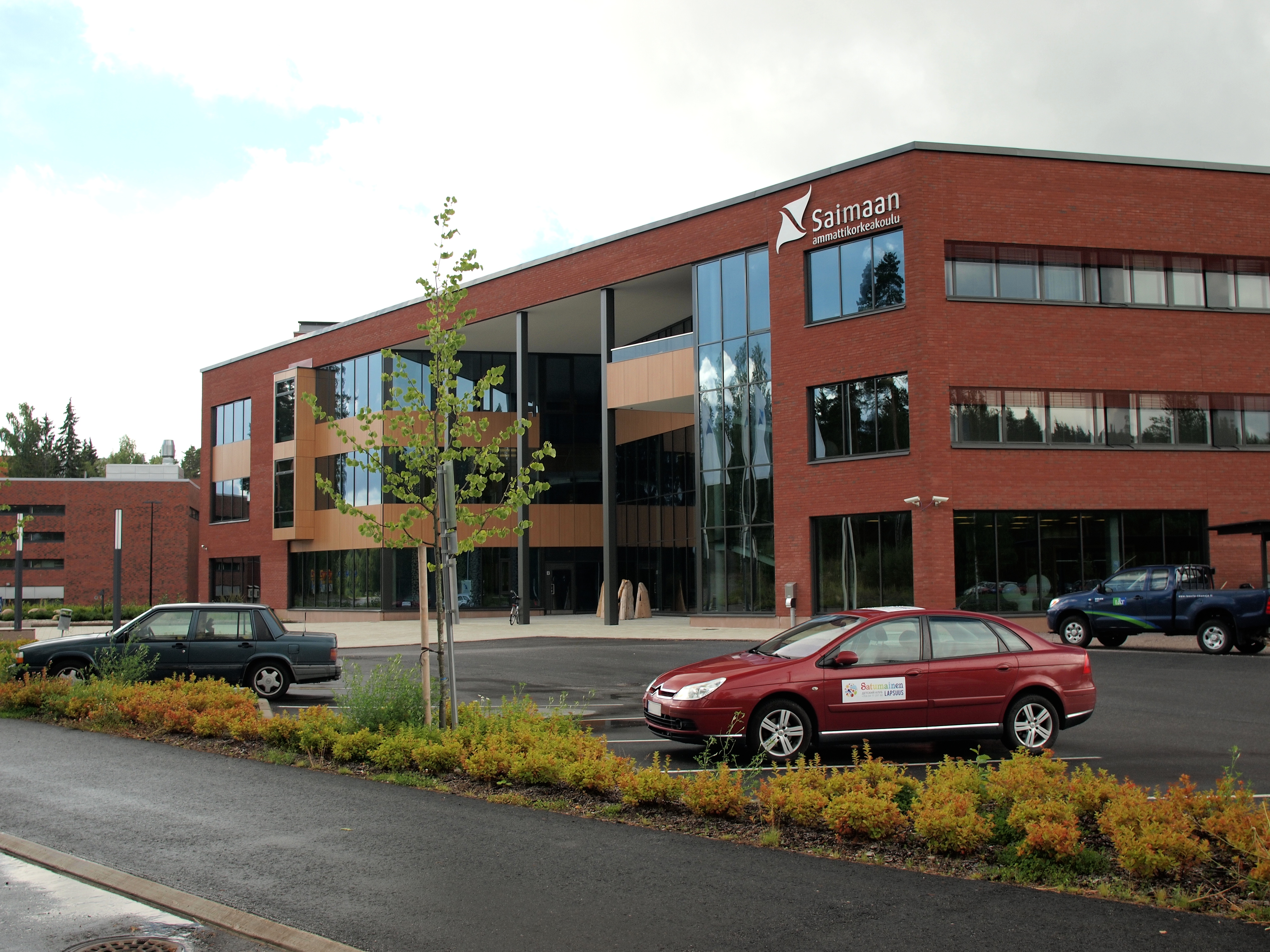
Đại học Khoa học Ứng dụng LAB ở Lappeenranta, Phần Lan.

Trường học hay còn gọi tắt là trường là một cơ sở giáo dục được thiết kế để cung cấp không gian học tập và môi trường học tập cho việc giảng dạy sinh viên/học sinh dưới sự chỉ đạo của các giáo viên. Hầu hết các quốc gia có hệ thống giáo dục chính thức, đôi khi là bắt buộc. Trong các hệ thống này, học sinh trưởng thành bằng việc trải qua một loạt các trường học. Tên của các trường này thay đổi theo quốc gia nhưng thường bao gồm trường tiểu học cho trẻ nhỏ và trường trung học cho thanh thiếu niên đã hoàn thành giáo dục tiểu học. Một cơ sở giáo dục đại học được giảng dạy, thường được gọi là trường cao đẳng đại học hoặc trường đại học.
Ngoài các trường chính này, học sinh ở một quốc gia nhất định cũng có thể theo học tại các trường trước và sau giáo dục tiểu học (tiểu học ở Hoa Kỳ) và trung học (trung học cơ sở ở Hoa Kỳ). Mẫu giáo hoặc nhà trẻ cung cấp một số trường học cho trẻ em rất nhỏ (thường từ 3–5 tuổi). Học sinh có thể vào học đại học, trường dạy nghề, cao đẳng hoặc trường dòng sau khi học xong trung học. Một trường học có thể dành riêng cho một lĩnh vực cụ thể, chẳng hạn như trường kinh tế hoặc trường múa. Các trường học thay thế có thể cung cấp chương trình giảng dạy và phương pháp dạy không theo truyền thống.
Các trường học không phải của chính phủ, còn được gọi là trường tư thục có thể là cần thiết khi chính phủ không cung ứng được hết nhu cầu học tập hoặc người học có các nhu cầu giáo dục cụ thể. Các trường tư thục khác cũng có thể mang tính tôn giáo, chẳng hạn như trường Cơ đốc giáo, gurukula (trường Hindu), madrasa (trường Ả Rập), hawza (trường Hồi giáo Shi'i), yeshiva (trường Do Thái), và những trường khác; hoặc các trường có tiêu chuẩn giáo dục cao hơn hoặc tìm cách thúc đẩy các thành tích cá nhân khác. Trường học dành cho người lớn bao gồm các cơ sở đào tạo doanh nghiệp, giáo dục và đào tạo quân sự và các trường kinh doanh.
Những người chỉ trích trường học thường cáo buộc hệ thống trường học không chuẩn bị đầy đủ cho học sinh về cuộc sống tương lai, khuyến khích một số tính khí nhất định trong khi ức chế một số tính khí khác, quy định học sinh chính xác phải làm gì, như thế nào, khi nào, ở đâu và với ai, điều này sẽ ngăn chặn sự sáng tạo, và sử dụng các biện pháp bên ngoài như điểm số và bài tập về nhà, điều này sẽ kìm hãm sự tò mò và ham muốn học hỏi tự nhiên của trẻ.
Trong giáo dục tại nhà và giáo dục từ xa, việc giảng dạy và học tập diễn ra độc lập với tổ chức trường học hoặc trong một trường học ảo bên ngoài một tòa nhà trường học truyền thống. Trường học thường được tổ chức theo một số mô hình tổ chức khác nhau, bao gồm các khoa, cộng đồng học tập nhỏ, học viện, tích hợp và trường học trong trường học.

## Lịch sử và phát triển

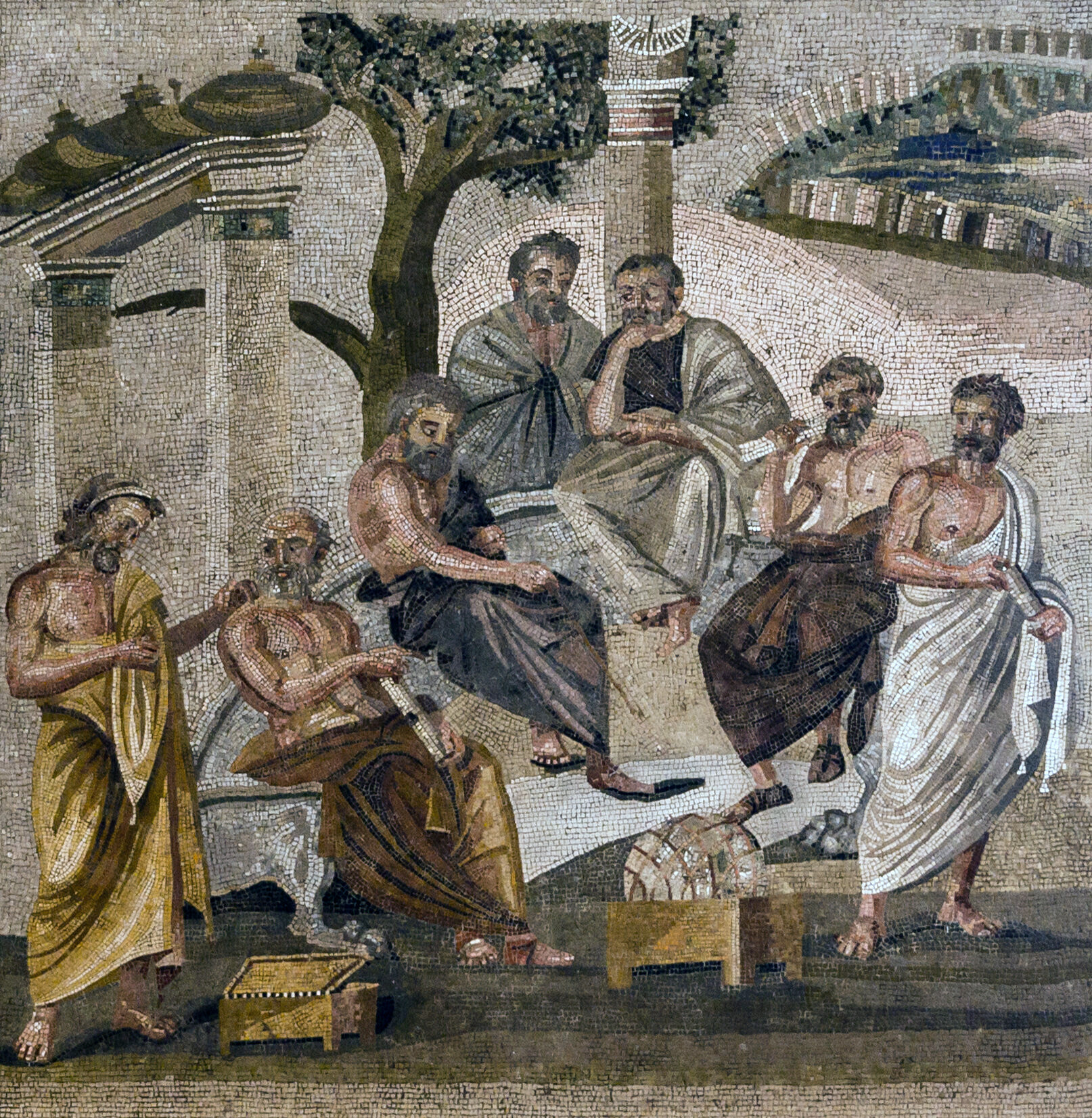
Học viện của Plato, tranh khảm từ Pompeii

Việc nhóm các học viên lại với nhau tại một địa điểm tập trung để học tập đã có từ thời Cổ đại. Các trường học chính thức đã tồn tại ít nhất từ thời Hy Lạp cổ đại (xem Học viện), La Mã cổ đại (xem Giáo dục ở La Mã Cổ đại) Ấn Độ cổ đại (xem Gurukul), và Trung Quốc cổ đại (xem Lịch sử giáo dục ở Trung Quốc). Đế chế Byzantine có một hệ thống trường học được thiết lập bắt đầu từ cấp tiểu học. Theo Truyền thống và gặp gỡ, việc thành lập hệ thống giáo dục tiểu học bắt đầu vào năm 425 sau Công nguyên và "... quân nhân thường có ít nhất trình độ học vấn sơ cấp...". Chính phủ đôi khi hiệu quả của Đế chế này yêu cầu những công dân bắt buộc phải có học thức. Mặc dù Đế chế Byzantine đã đánh mất phần lớn sự hùng vĩ của nền văn hóa La Mã và sự xa hoa trong quá trình tồn tại, nhưng Đế chế này đã nhấn mạnh tính hiệu quả trong sổ tay hướng dẫn chiến tranh của nó. Hệ thống giáo dục Byzantine được duy trì cho đến khi đế chế này sụp đổ vào năm 1453.
Ở Tây Âu, một số lượng đáng kể các trường thánh đường được thành lập trong thời kỳ đầu thời Trung Cổ để dạy các giáo sĩ và quản trị viên trong tương lai, với các trường giáo đường lâu đời nhất vẫn còn tồn tại và liên tục hoạt động là The King's School, Canterbury (thành lập năm 597), King's School, Rochester (thành lập năm 604), St Peter's School, York (thành lập năm 627) và Thetford Grammar School (thành lập năm 631). Bắt đầu từ thế kỷ thứ 5 CN, các trường tu viện cũng được thành lập trên khắp Tây Âu, dạy các môn tôn giáo cũng như thế tục.
Hồi giáo là một nền văn hóa khác mà đã phát triển một hệ thống trường học theo nghĩa hiện đại của từ này. Hồi giáo tập trung vào kiến thức, đòi hỏi cách thức giảng dạy và truyền bá kiến thức có hệ thống, và cấu trúc được xây dựng có mục đích. Lúc đầu, các nhà thờ Hồi giáo kết hợp cả hoạt động biểu diễn tôn giáo và học tập, nhưng đến thế kỷ thứ 9, madrassa được giới thiệu như một ngôi trường được xây dựng độc lập với nhà thờ Hồi giáo, chẳng hạn như al-Qarawiyyin, được thành lập vào năm 859. Các ngôi trường này cũng là những người đầu tiên biến hệ thống Madrassa trở thành một phạm vi công cộng chịu sự kiểm soát của Caliph.
Dưới thời Đế quốc Ottoman, các thị trấn Bursa và Edirne trở thành trung tâm học tập chính. Hệ thống Külliye, một khu phức hợp bao gồm nhà thờ Hồi giáo, bệnh viện, madrassa, nhà bếp công cộng và các khu vực ăn uống, đã cách mạng hóa hệ thống giáo dục, giúp việc học tập được tiếp cận rộng rãi hơn thông qua các bữa ăn miễn phí, dịch vụ chăm sóc sức khỏe và đôi khi là chỗ ở miễn phí.

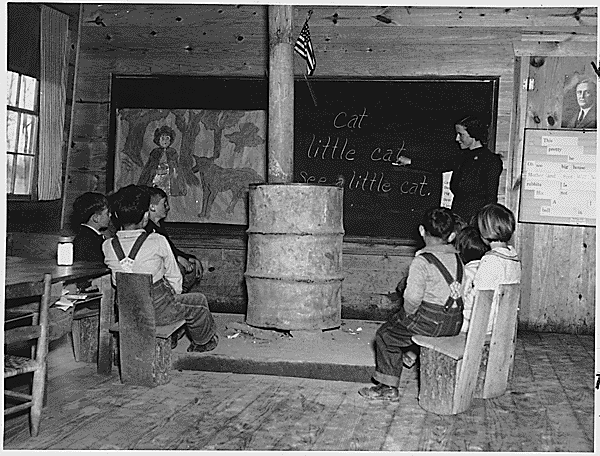
Trường học một phòng tại Alabama, Hoa Kỳ, năm 1935.

Ở châu Âu, các trường đại học xuất hiện trong thế kỷ 12; ở đây, triết học kinh viện là một công cụ quan trọng, và các viện sĩ được gọi là học giả. Trong suốt thời kỳ Trung Cổ và phần lớn thời kỳ đầu hiện đại, mục đích chính của các trường học (trái ngược với các trường đại học) là dạy ngôn ngữ Latinh. Điều này dẫn đến thuật ngữ trường ngữ pháp, ở Hoa Kỳ từ này được dùng để chỉ trường tiểu học một cách không chính thức, nhưng ở Vương quốc Anh có nghĩa là một trường học lựa chọn học sinh dựa trên khả năng hoặc năng khiếu. Sau đó, chương trình giảng dạy của trường này đã dần dần được mở rộng bao gồm khả năng đọc viết bằng ngôn ngữ mẹ đẻ cũng như các môn học kỹ thuật, nghệ thuật, khoa học và thực hành.

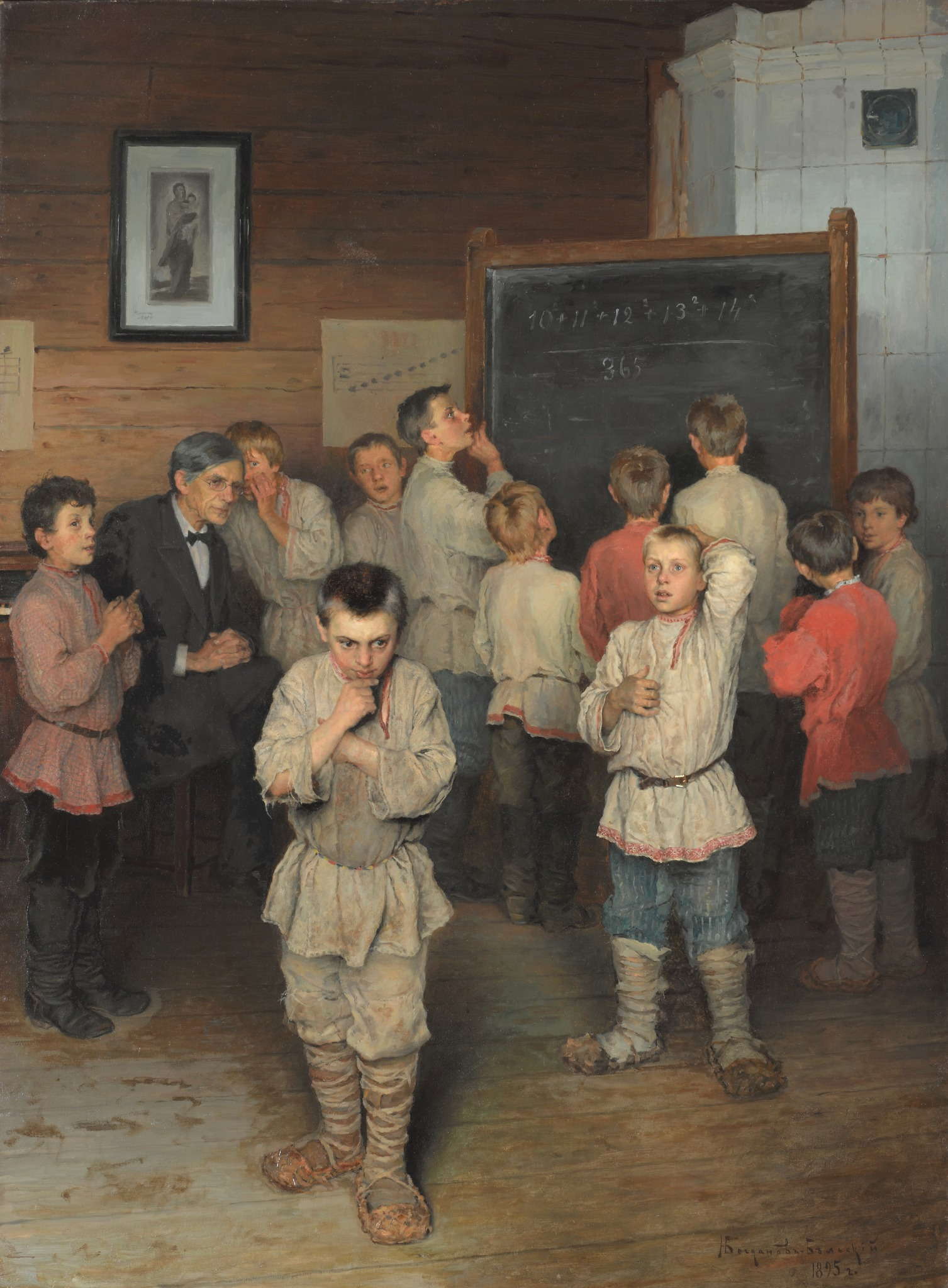
Tính nhẩm trong trường học S.Rachinsky, tranh của Nikolay Bogdanov-Belsky, Nga, 1895.

Giáo dục bắt buộc đã trở nên phổ biến ở các vùng của châu Âu trong thế kỷ 18. Ở Đan Mạch-Na Uy, việc này xuất hiện sớm nhất vào năm 1739–1741, mục đích chính là để tăng khả năng biết chữ của almue, tức là "những người dân bình thường". Nhiều trường công lập trước đây ở Hoa Kỳ và những nơi khác là trường học một phòng, tại đó một giáo viên duy nhất dạy học sinh nam và nữ gồm 7 lớp khác nhau trong cùng một lớp học. Bắt đầu từ những năm 1920, các trường học một phòng đã được hợp nhất thành nhiều cơ sở lớp học với phương tiện đi lại ngày càng được cung cấp nhiều hơn với xe buýt đưa đón học sinh.

## Chủ sở hữu và hoạt động
Nhiều trường học thuộc sở hữu hoặc được tài trợ bởi nhà nước. Các trường tư thục hoạt động độc lập với chính phủ. Các trường tư thục thường dựa vào học phí của các gia đình có con theo học trường để tài trợ; tuy nhiên, đôi khi các trường này cũng nhận được sự hỗ trợ của chính phủ (ví dụ: thông qua phiếu học bổng). Nhiều trường tư thục có liên kết với một tôn giáo cụ thể; những trường này được gọi là trường giáo xứ.

## Thành phần

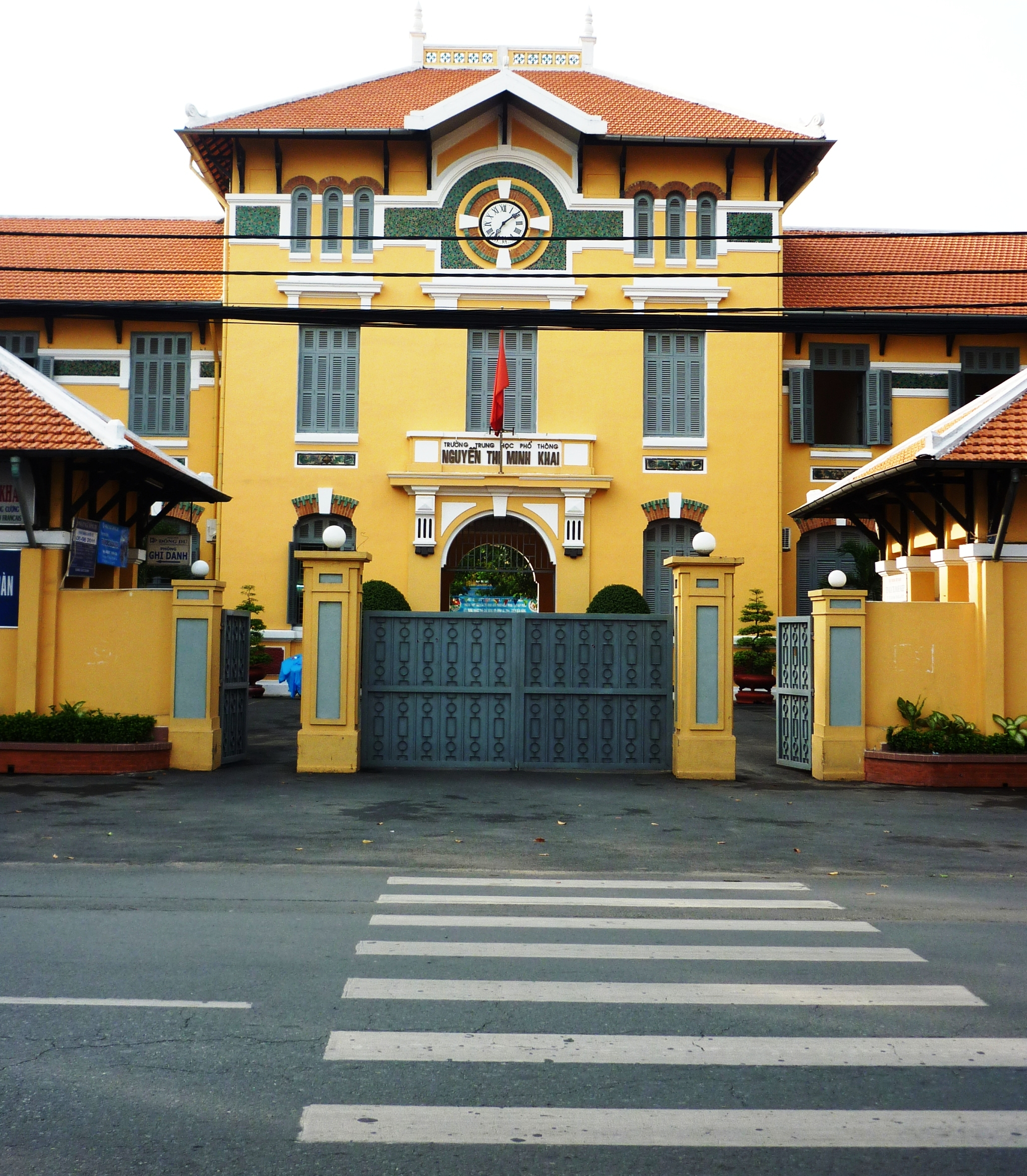
Trường THPT Nguyễn Thị Minh Khai, TPHCM, Việt Nam (tên cũ: Gia Long)

Trường học là những không gian được tổ chức nhằm mục đích giảng dạy và học tập. Các lớp học, nơi giáo viên giảng dạy và học sinh học tập, có tầm quan trọng trung tâm. Các phòng học có thể chuyên biệt cho một số môn học nhất định, chẳng hạn như phòng học thí nghiệm cho giáo dục khoa học và phòng thực nghiệm cho giáo dục nghệ thuật công nghiệp.
Các trường điển hình có nhiều phòng và khu vực khác, có thể bao gồm:
- Nhà ăn hoặc căng tin nơi học sinh ăn trưa và thường ăn sáng và ăn nhẹ.
- Sân thể thao, sân chơi, phòng tập thể dục và / hoặc địa điểm theo dõi nơi học sinh tham gia luyện tập thể thao hoặc giáo dục thể chất
- Sân trường, tức là sân chơi đa năng thường ở các trường tiểu học, thường được làm bằng bê tông.
- Hội trường: nơi có thể tổ chức các tác phẩm sân khấu và âm nhạc của sinh viên và là nơi tổ chức các sự kiện toàn trường
- Văn phòng nơi thực hiện công việc hành chính của trường
- Thư viện nơi sinh viên đặt câu hỏi cho thủ thư, xem sách và tạp chí, và thường sử dụng máy tính
- Phòng máy tính nơi thực hiện công việc dựa trên máy tính và truy cập internet
- Các hoạt động văn hóa nơi sinh viên duy trì thực hành văn hóa của họ thông qua các hoạt động như trò chơi, khiêu vũ và âm nhạc

### Cơ sở giáo dục ở các nước thu nhập thấp
Ở các nước thu nhập thấp, chỉ có 32% học sinh tiểu học, 43% trung học cơ sở và 52% trung học phổ thông được sử dụng điện. Điều này ảnh hưởng đến khả năng truy cập Internet, tỷ lệ này chỉ là 37% ở các trường trung học phổ thông ở các nước thu nhập thấp, so với 59% ở các nước có thu nhập trung bình và 93% ở các nước có thu nhập cao.
Việc trường học có nước uống, nhà vệ sinh cơ bản cũng chưa được phổ cập. Trong số các trường trung học phổ thông, chỉ có 53% ở các nước thu nhập thấp và 84% ở các nước thu nhập trung bình được tiếp cận với nước uống cơ bản. Nước uống và nhà vệ sinh phổ biến ở các nước có thu nhập cao.

## An ninh

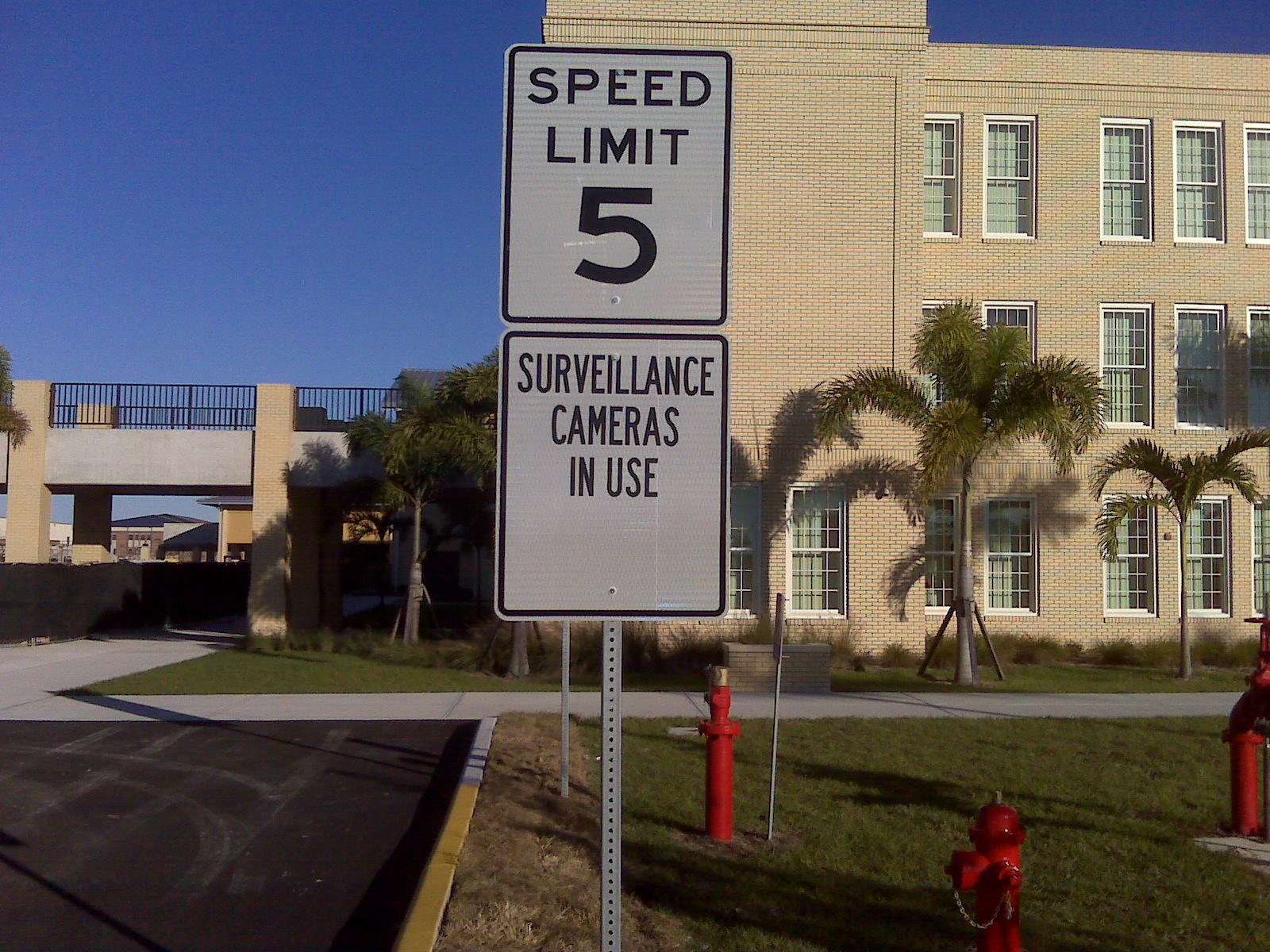
Để hạn chế bạo lực, một số trường học đã lắp thêm camera giám sát. Điều này đặc biệt phổ biến ở các trường có hoạt động băng đảng hoặc bạo lực.

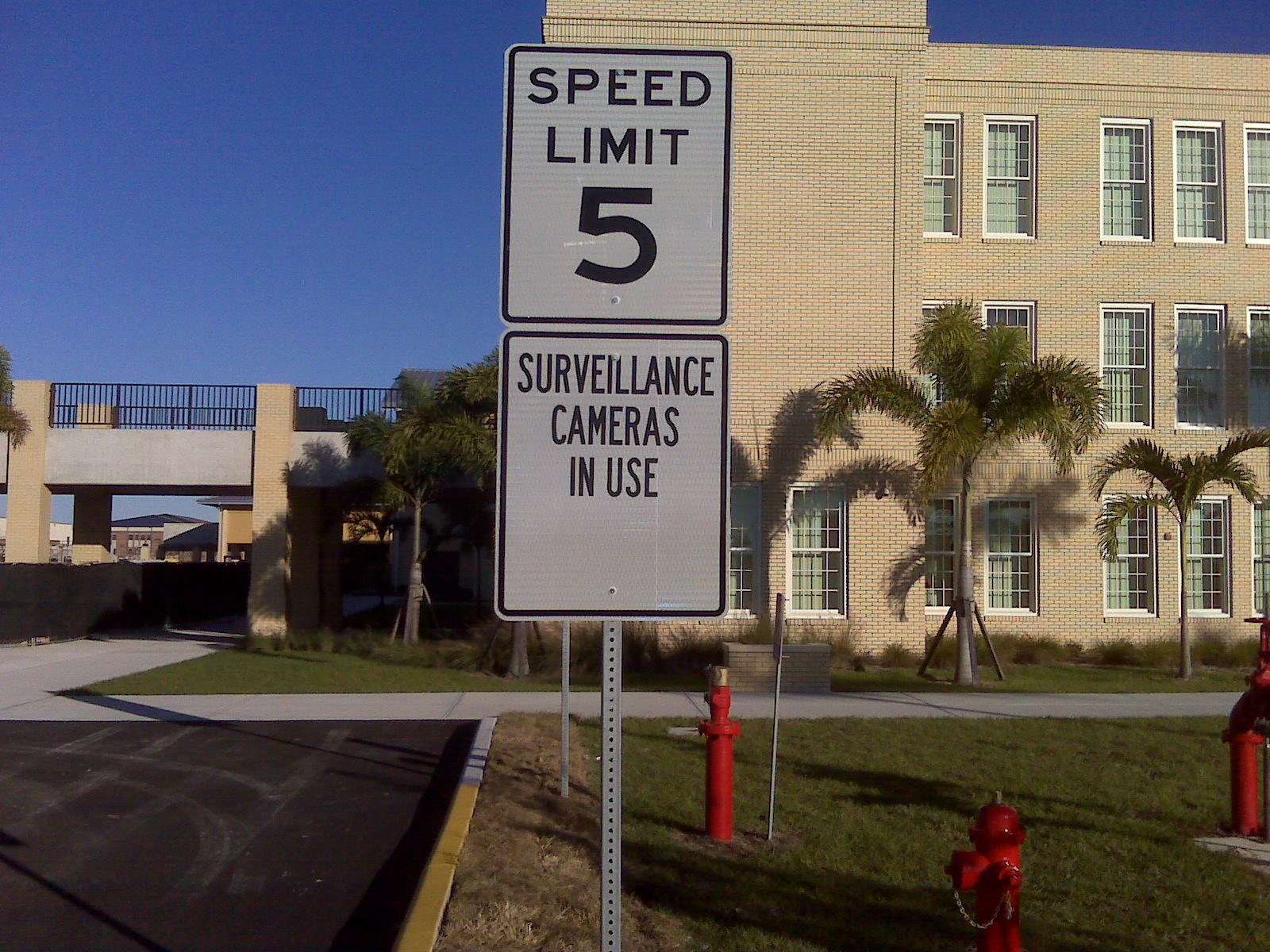
Để hạn chế bạo lực, một số trường học đã lắp đặt camera giám sát CCTV. Điều này đặc biệt phổ biến ở các trường học có hoạt động băng đảng hoặc bạo lực.

Sự an toàn của nhân viên và học sinh ngày càng trở thành một vấn đề đối với các cộng đồng trường học, một vấn đề mà hầu hết các trường đang giải quyết thông qua việc cải thiện an ninh. Một số trường cũng đã thực hiện các biện pháp như lắp đặt máy dò kim loại hoặc camera giám sát. Thậm chí, một số trường còn thực hiện các biện pháp như yêu cầu trẻ em quẹt thẻ nhận dạng khi lên xe buýt của trường. Các kế hoạch này đã bao gồm việc đánh số cửa để hỗ trợ ứng phó an toàn công cộng cho một số trường học.
Các mối quan tâm an ninh khác mà các trường học phải đối mặt bao gồm đe dọa đánh bom, băng đảng và phá hoại. Để giải quyết những mối đe dọa này, Mục tiêu phát triển bền vững số 4 của Liên Hợp Quốc ủng hộ việc nâng cấp cơ sở giáo dục để cung cấp một môi trường học tập an toàn, không bạo lực.

## Dịch vụ y tế
Dịch vụ y tế học đường là các dịch vụ từ y tế, giảng dạy và các chuyên gia khác được áp dụng trong hoặc ngoài trường học để cải thiện sức khỏe và hạnh phúc của trẻ em và trong một số trường hợp là cả gia đình. Các dịch vụ này đã được phát triển theo nhiều cách khác nhau trên toàn cầu nhưng các nguyên tắc cơ bản là không đổi: phát hiện sớm, điều chỉnh, ngăn ngừa hoặc cải thiện bệnh tật, khuyết tật và lạm dụng mà trẻ em trong độ tuổi đi học có thể mắc phải hoặc phải đối mặt.

## Trường học và lớp học trực tuyến
Một số trường học cung cấp quyền truy cập từ xa vào các lớp học của họ qua internet. Các trường học trực tuyến cũng có thể cung cấp hỗ trợ cho các trường học truyền thống, như trường hợp của School Net Namibia. Một số lớp học trực tuyến cũng cung cấp trải nghiệm trong lớp học. Khi mọi người tham gia các lớp học này, họ đã được giới thiệu về môn học và biết những gì mong đợi. Các lớp học cung cấp tín chỉ trung học/đại học, cho phép học sinh học các lớp học với tốc độ của riêng mình. Nhiều lớp học trực tuyến phải trả phí để tham gia, nhưng một số được cung cấp miễn phí.

Học trực tuyến ESL

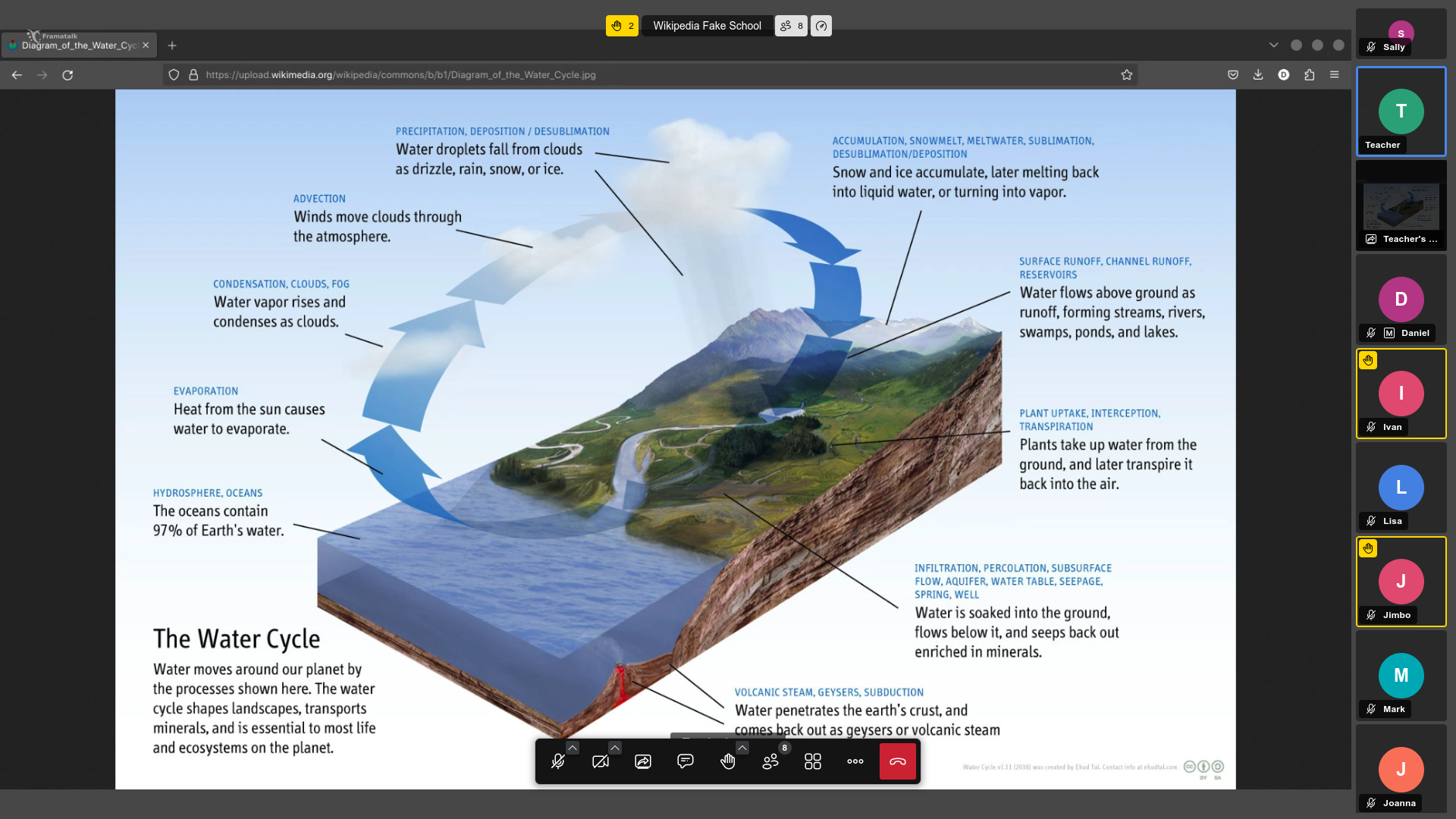
Một ví dụ về lớp học trực tuyến được dàn dựng sử dụng Jitsi. Giáo viên đang chia sẻ màn hình của họ.

Các chương trình học từ xa dựa trên internet được cung cấp rộng rãi thông qua nhiều trường đại học. Giảng viên giảng dạy thông qua các hoạt động và bài tập trực tuyến. Các lớp học trực tuyến được giảng dạy giống như lớp học trực tiếp, với cùng một chương trình giảng dạy. Giảng viên cung cấp giáo trình với các yêu cầu cố định của họ giống như bất kỳ lớp học nào khác. Học sinh có thể nộp bài tập trực tuyến cho giảng viên của họ theo hạn chót. Điều này có thể được thực hiện qua email hoặc trên trang web của khóa học. Điều này cho phép học sinh học tập với tốc độ của riêng mình nhưng vẫn đáp ứng được thời hạn chính xác. Sinh viên tham gia lớp học trực tuyến có nhiều linh hoạt hơn trong lịch trình của họ để tham gia lớp học vào thời điểm phù hợp nhất với họ.
Những khó khăn khi tham gia lớp học trực tuyến có thể bao gồm không được gặp mặt trực tiếp với giảng viên khi học hoặc không có mặt trong môi trường với những học sinh khác. Các lớp học trực tuyến cũng có thể khiến việc hiểu nội dung trở nên khó khăn, đặc biệt là khi không thể liên hệ nhanh chóng với giảng viên. Học sinh trực tuyến có lợi thế là có thể sử dụng các nguồn trực tuyến khác cho bài tập hoặc bài kiểm tra cho lớp học cụ thể đó. Các lớp học trực tuyến cũng có lợi thế là học sinh không cần phải rời khỏi nhà để tham gia lớp học buổi sáng hoặc lo lắng về việc tham dự lớp học đó. Học sinh có thể học tập và đạt được mục tiêu theo tốc độ của riêng mình trong chương trình giảng dạy đó.
Sự tiện lợi khi học tập tại nhà là một điểm thu hút đối với việc đăng ký học trực tuyến. Học sinh có thể tham dự lớp học ở bất cứ nơi nào có máy tính, chẳng hạn như ở nhà, trong thư viện hoặc khi đi du lịch quốc tế. Các lớp học trực tuyến được thiết kế để phù hợp với nhu cầu của học sinh trong khi vẫn cho phép học sinh tiếp tục làm việc và chăm sóc các nghĩa vụ khác của mình. Giáo dục trường học trực tuyến được chia thành ba loại: Trường tiểu học trực tuyến, Trường trung học cơ sở trực tuyến, Trường trung học phổ thông trực tuyến.

## Căng thẳng
Nghề giáo là một trong những nghề có mức độ căng thẳng liên quan đến công việc (WRS) cao nhất trong số tất cả các nghề ở một số quốc gia, chẳng hạn như Vương quốc Anh và Hoa Kỳ. Mức độ nghiêm trọng của vấn đề này đang ngày càng được nhận thức và các hệ thống hỗ trợ đang được triển khai.
Căng thẳng đôi khi ảnh hưởng đến học sinh nghiêm trọng hơn giáo viên, thậm chí đến mức học sinh được kê đơn thuốc giảm căng thẳng. Căng thẳng này được cho là liên quan đến việc kiểm tra chuẩn hóa và áp lực đối với học sinh phải đạt điểm cao hơn mức trung bình.
Theo một nghiên cứu về sức khỏe tâm thần năm 2008 của Associated Press và mtvU, tám trong số 10 sinh viên đại học ở Mỹ cho biết họ đã đôi khi hoặc thường xuyên trải qua căng thẳng trong cuộc sống hàng ngày. Đây là mức tăng 20% so với một cuộc khảo sát được thực hiện cách đó 5 năm. Ba mươi bốn phần trăm đã cảm thấy chán nản vào một thời điểm nào đó trong ba tháng qua, 13 phần trăm đã được chẩn đoán mắc bệnh tâm thần như rối loạn lo âu hoặc trầm cảm, và 9 phần trăm đã nghiêm túc nghĩ đến việc tự tử.

## Kỷ luật đối với học sinh
Các trường học và giáo viên của họ luôn phải chịu áp lực, chẳng hạn như áp lực phải hoàn thành chương trình giảng dạy, đạt thành tích tốt so với các trường khác và tránh bị đánh giá là "mềm yếu" hoặc "nuông chiều" học sinh. Các hình thức kỷ luật, chẳng hạn như kiểm soát thời gian học sinh được nói chuyện và các hành vi được chuẩn hóa, chẳng hạn như giơ tay để nói chuyện, được áp dụng với danh nghĩa mang lại hiệu quả cao hơn.
Những người theo đuổi phương pháp giáo dục phê phán cho rằng các biện pháp kỷ luật như vậy không có tác động tích cực đến việc học tập của học sinh. Thật ra, một số người cho rằng các biện pháp kỷ luật làm giảm chất lượng học tập, vì chúng làm suy yếu phẩm giá và lòng tự trọng của học sinh, và điều này đóng vai trò quan trọng hơn trong thang nhu cầu của học sinh.